# 奥利霍瓦特卡农村居民点
奥利霍瓦特卡农村居民点（俄语：Ольховатское сельское поселение）是俄罗斯联邦沃罗涅日州上马蒙区所属的一个农村居民点。其下辖有1个居民点，行政中心为奥利霍瓦特卡。据2016年统计，该农村居民点的人口为816人。